# Corno Ducale

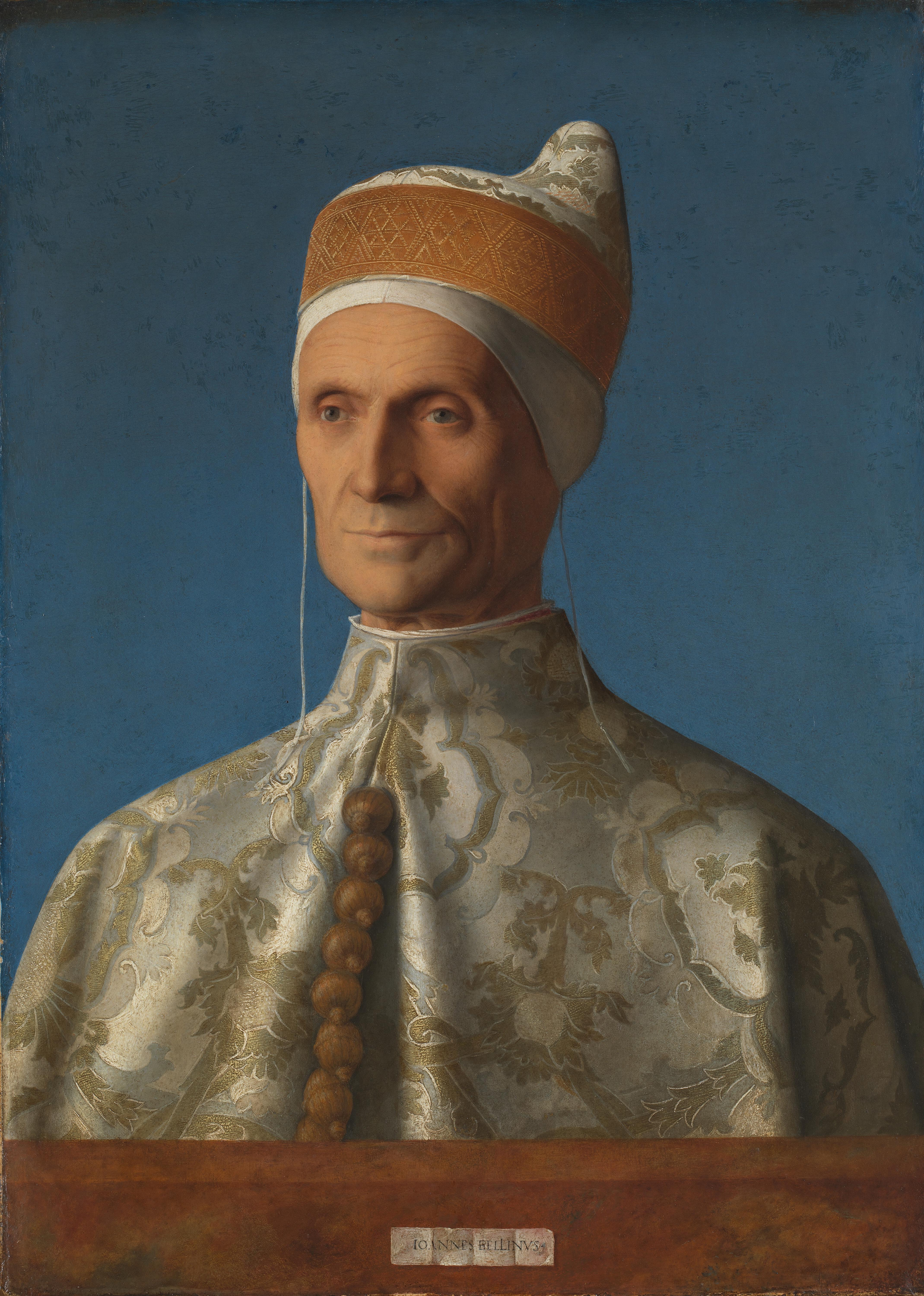
Giovanni Bellini: Der Doge Leonardo Loredan, den Corno tragend, um 1501, National Gallery, London

Der Corno Ducale, eine Art Krone, war die Kopfbedeckung und das Würdezeichen der Dogen von Venedig.

## Beschreibung
Der Corno bestand aus einem festen Kronenreif, auf den eine steife Kappe in Form einer phrygischen Mütze gesetzt war. Unter dem Corno wurde ein linnener weißer Camauro getragen.
Die Zogia war eine wertvollere Version des Corno, mit Perlen und Diamanten besetzt und aus Goldbrokat gefertigt. Sie wurde nur zur Krönung eines Dogen und zu einer österlichen Prozession verwendet.
Zurückgeführt wird diese Kopfbedeckung auf den Herzogshut und auf den Hut der Fischer. Außerdem wurde Venedig stark vom Orient beeinflusst, aus dem die Form der phrygischen Mütze kam. Erstmals nachzuweisen ist der Corno im 14. Jahrhundert.

## Heraldik
In der Heraldik unterscheidet man die Dogenmütze von Venedig und die von Genua. Ab Ende des 18. Jahrhunderts wurde dieses Rang- und Würdezeichen nur noch vereinzelt von venezianischen Adelsfamilien (Vendramin, Sagredo, Manin Giustiniani) und andere Familien der Dogengeschlechter in den Wappen weitergeführt.
Ebenfalls Verwendung fand der Corno als Helmzier der Wappen des Dogen und der Serenissima.

Genua
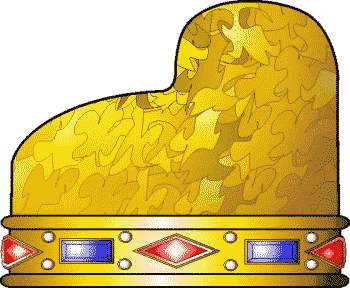
Venedig
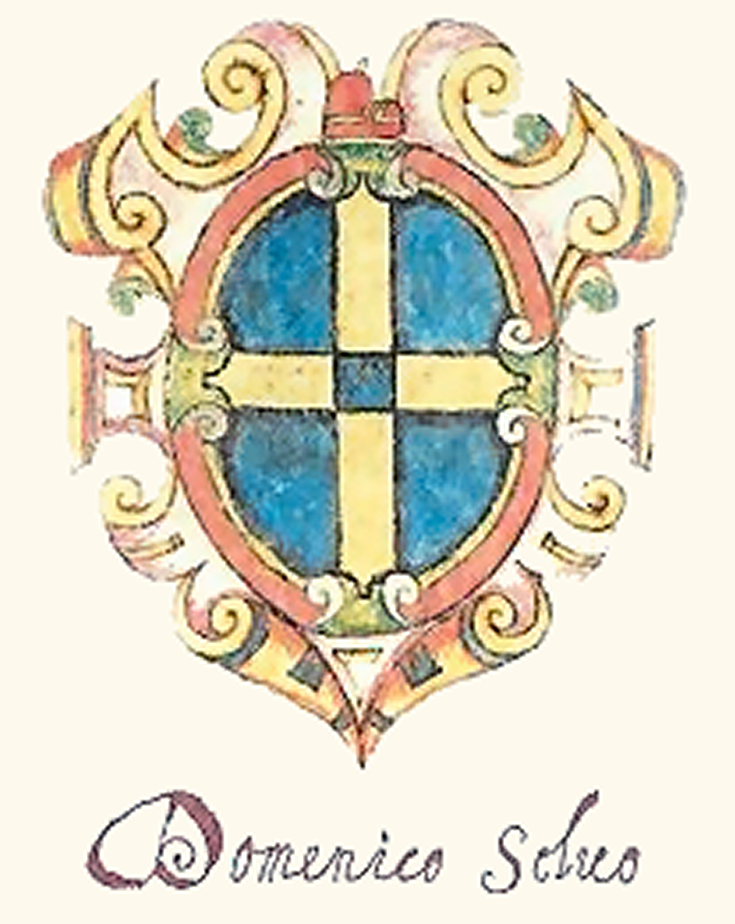
Wappen mit Dogenmütze